# Ecorregión terrestre yungas andinas australes
La ecorregión terrestre yungas andinas australes (en  inglés Southern Andean Yungas) (NT0165) es una georregión ecológica situada en las sierras y montañas selváticas del centro-este de América del Sur. Se la incluye entre los bosques latifoliados húmedos tropicales y subtropicales del neotrópico de la ecozona Neotropical. Constituye el extremo austral de una serie de ecorregiones denominadas en general selvas Andinas yungueñas, forestas de montaña que desde Venezuela se desarrollan sobre las laderas orientales de la cordillera de los Andes y cordones próximos por el oriente.

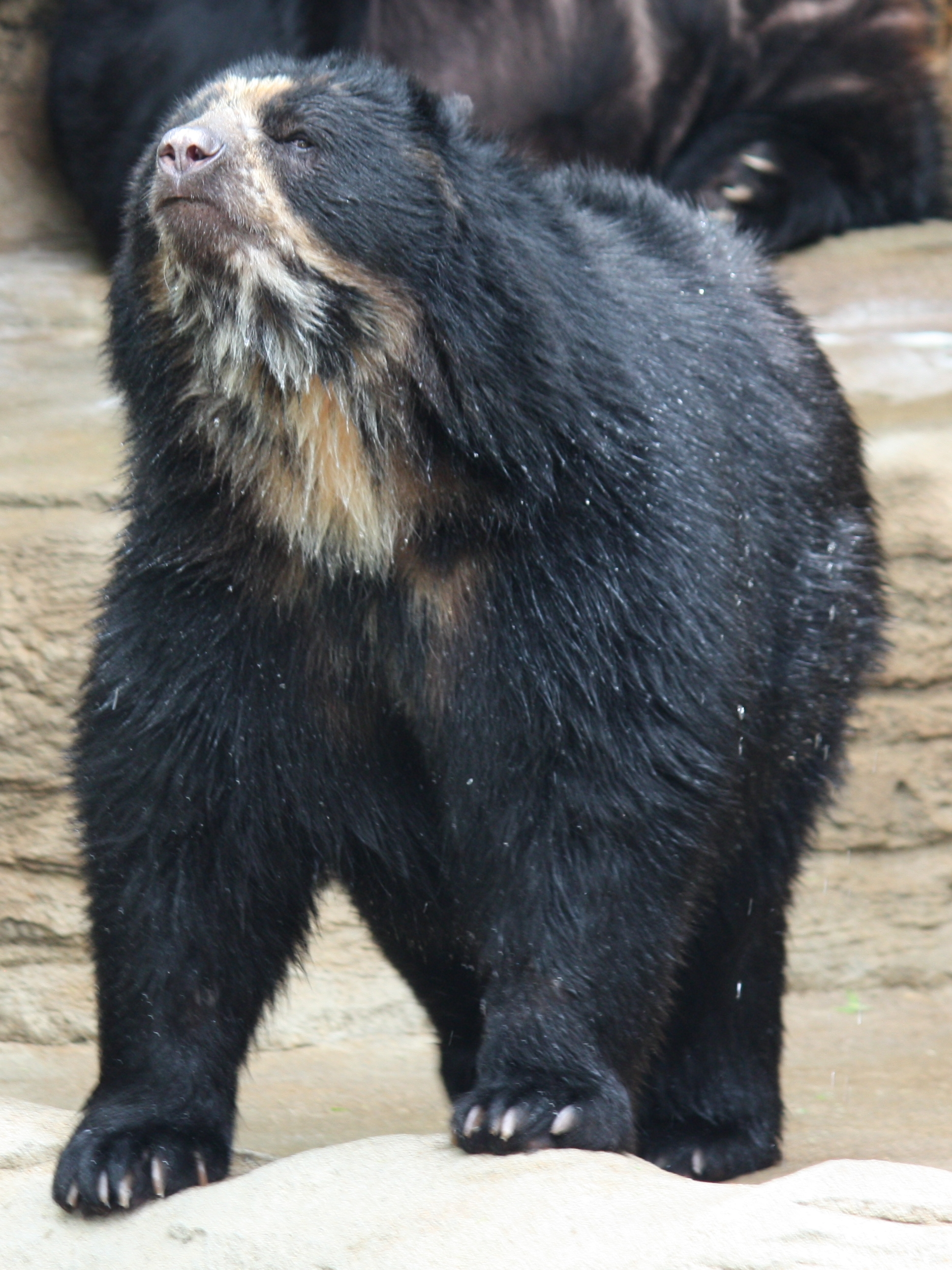
El ucumar, u oso de anteojos (Tremarctos ornatus) presenta las poblaciones más australes de úrsidos en el mundo en esta ecorregión.

## Distribución

Yaguareté, jaguar o tigre americano.

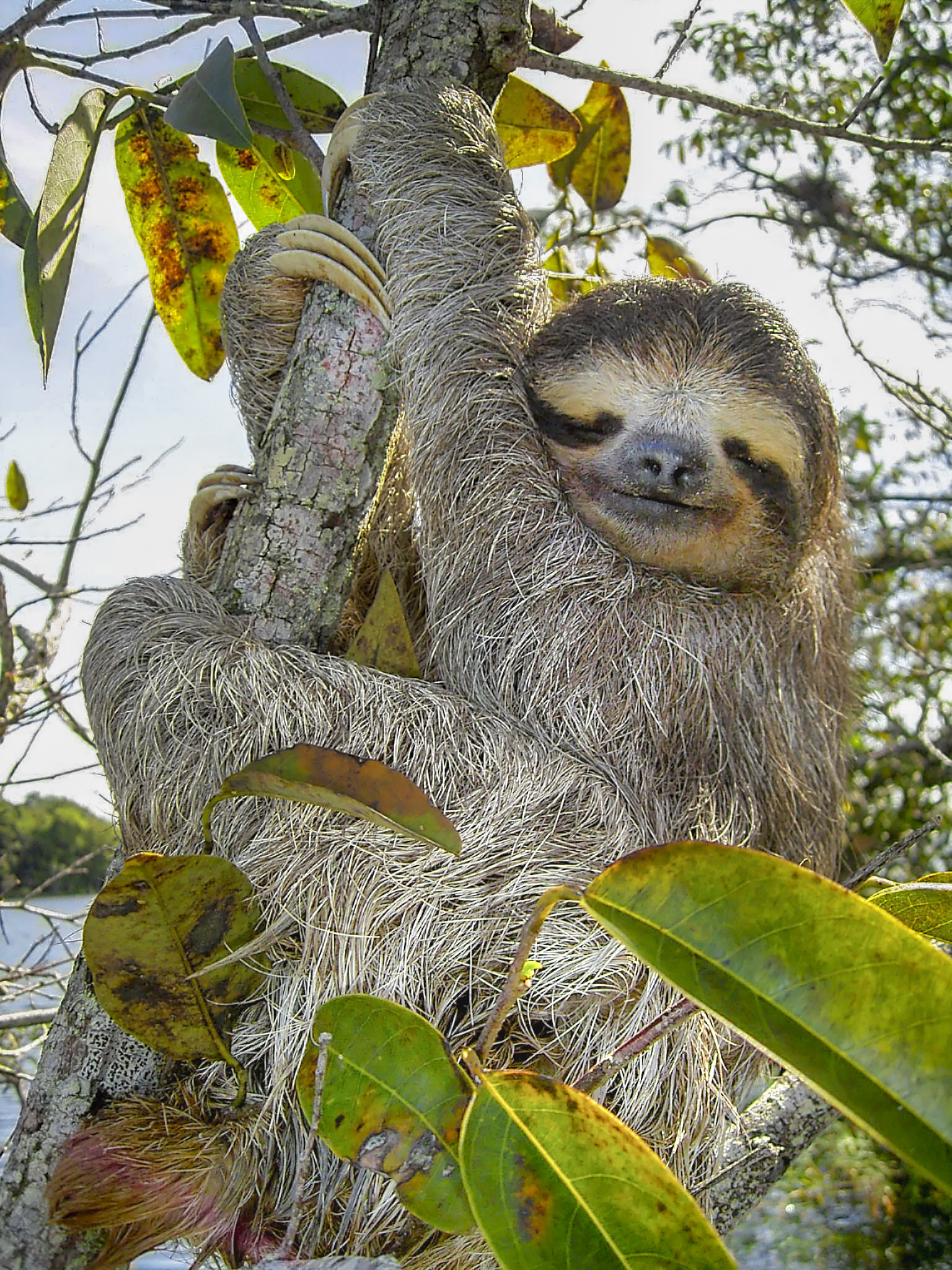
Perezoso bayo (Bradypus variegatus).

Se distribuye el sur de Bolivia, en los departamentos de Tarija y en el Chuquisaca; y en el noroeste de la Argentina, en las provincias de: Jujuy, Salta, Tucumán, Catamarca, concluyendo en el noreste de La Rioja por el sur, y en el oeste de Santiago del Estero por el sudeste.

## Características geográficas
Comprende las selvas que se extienden de norte a sur como una franja estrecha de 50 km de ancho promedio, ocupando quebradas y faldeos sobre la Cordillera Oriental, la precordillera Salto-jujeña, las sierras Subandinas, y las sierras Pampeanas.

## Características biológicas

### Flora
Fitogeográficamente, esta ecorregión terrestre se relaciona con la provincia fitogeográfica de las yungas, una de las secciones en que se divide el dominio fitogeográfico amazónico.
Incluye en su mayor parte, según el gradiente altitudinal, formaciones de selvas caducifolias, nuboselvas de montaña, bosques templados de altitud, y pastizales de alta montaña.

### Fauna
Mamíferos
El yaguareté, el puma, el ucumar u oso de anteojos (Tremarctos ornatus), el tapir, pecaríes , coatí, corzuela colorada, zorro de monte, yaguarundí, ocelote, perezosos bayos,  mayuato, lobito de río, armadillos,  carpincho, hurón mayor, agutí, el mono caí yungueño, la ardilla colorada (o nuecero), etc.
Aves
Destacan: el águila solitaria,  el águila poma, el águila harpía, tucán grande, yapú, zorzalito overo,  ermitaño canela y otras especies de colibríes, etc.
Anfibios
Son numerosas las especies de anfibios endémicos de esta ecorregión, entre ellos se encuentran algunas ranas zancudas, como la de panza oscura (Oreobates discoidalis) y Oreobates barituensis.